# Burg Breitenstein (Bayern)
Die Burg Breitenstein ist die Ruine einer Höhenburg auf einer Höhe von etwa 612 Metern über NN oberhalb des Königsteiner Ortsteils Breitenstein im bayerischen Landkreis Amberg-Sulzbach. Sie ist unter der Aktennummer D-3-71-135-17 als Baudenkmal verzeichnet. Die Anlage wird ferner als Bodendenkmal unter der Aktennummer D-3-6335-0005 als „mittelalterlicher Burgstall ‚Breitenstein‘ mit der ehem. Burgkapelle Hl. Dreifaltigkeit und Hl. Johann von Nepomuk“ geführt.

## Geschichte
Die Burg wurde um das Jahr 1100 von den Herren von Breitenstein erbaut und 1279 mit Heinrich, genannt von Breitenstein, aus der Familie Stein von Hilpoltstein erstmals erwähnt. 1356 stellten sich die Breitensteiner in den Schutz Kaiser Karls IV. Ihre Burg wurde damit zu einem kaiserlichen Lehen und im 14. Jahrhundert dem Herzog Stephan von Bayern verpfändet. Auch auf dem Hetzleser Berg gab es eine Burg Breitenstein; sie waren auch Lehnsherren in Steinbühl (Nürnberg). 1666 starb das Geschlecht der Breitensteiner aus, die Herrschaft fiel an das Herzogtum Sulzbach und die Burg begann zu verfallen.

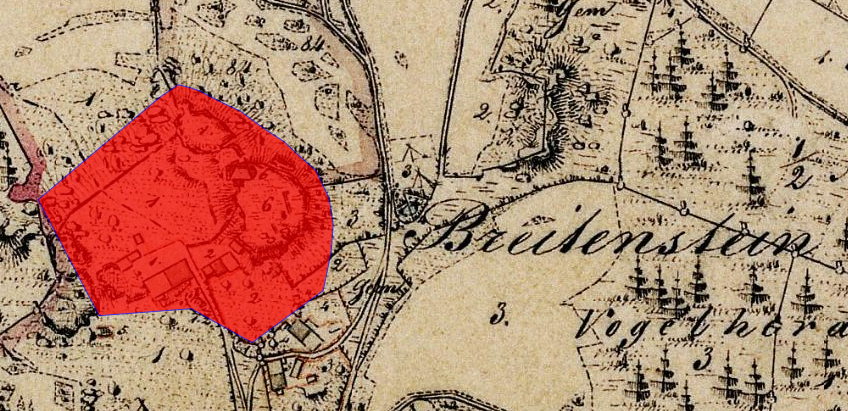
Lageplan von Burg Breitenstein (Bayern) auf dem Urkataster von Bayern

1713 ließ die Frau des Pfalzgrafen und Herzogs von Sulzbach Theodor Eustach, Eleonore, die Burgkapelle renovieren, wobei der einstige Zugang zur Hauptburg durch das Untergeschoss der Kapelle verbaut wurde. Im 18. Jahrhundert wurde die Burg als Steinbruch genutzt.
Durch eine Ausgrabung am nordöstlichen Fuß des Hauptburgfelsens im Jahr 2004 konnte die Gründung der Burg vorerst in die Zeit um das Jahr 1100 datiert werden.

## Beschreibung
Von der Burganlage sind noch die romanische Burgkapelle, eine zweigeschossige Doppelkapelle aus dem 12. Jahrhundert und Teile der Vorburg erhalten. Die Kapelle war der Heiligen Dreifaltigkeit sowie dem heiligen Johannes Nepomuk geweiht. Im Untergeschoss befindet sich das verglaste Portal zur damaligen Kernburg.
Das Tor zur Vorburg, von der nur geringe Mauerreste übriggeblieben sind, ist mit der Steintreppe zur oberen Kapelle verbaut. Außerdem sind noch Reste der Ringmauer erhalten. Die beschädigte Kapelle wurde von 1973 bis 1974 renoviert. Sie ist die einzige romanische zweigeschossige Doppelkapelle der Oberpfalz.

## Literatur

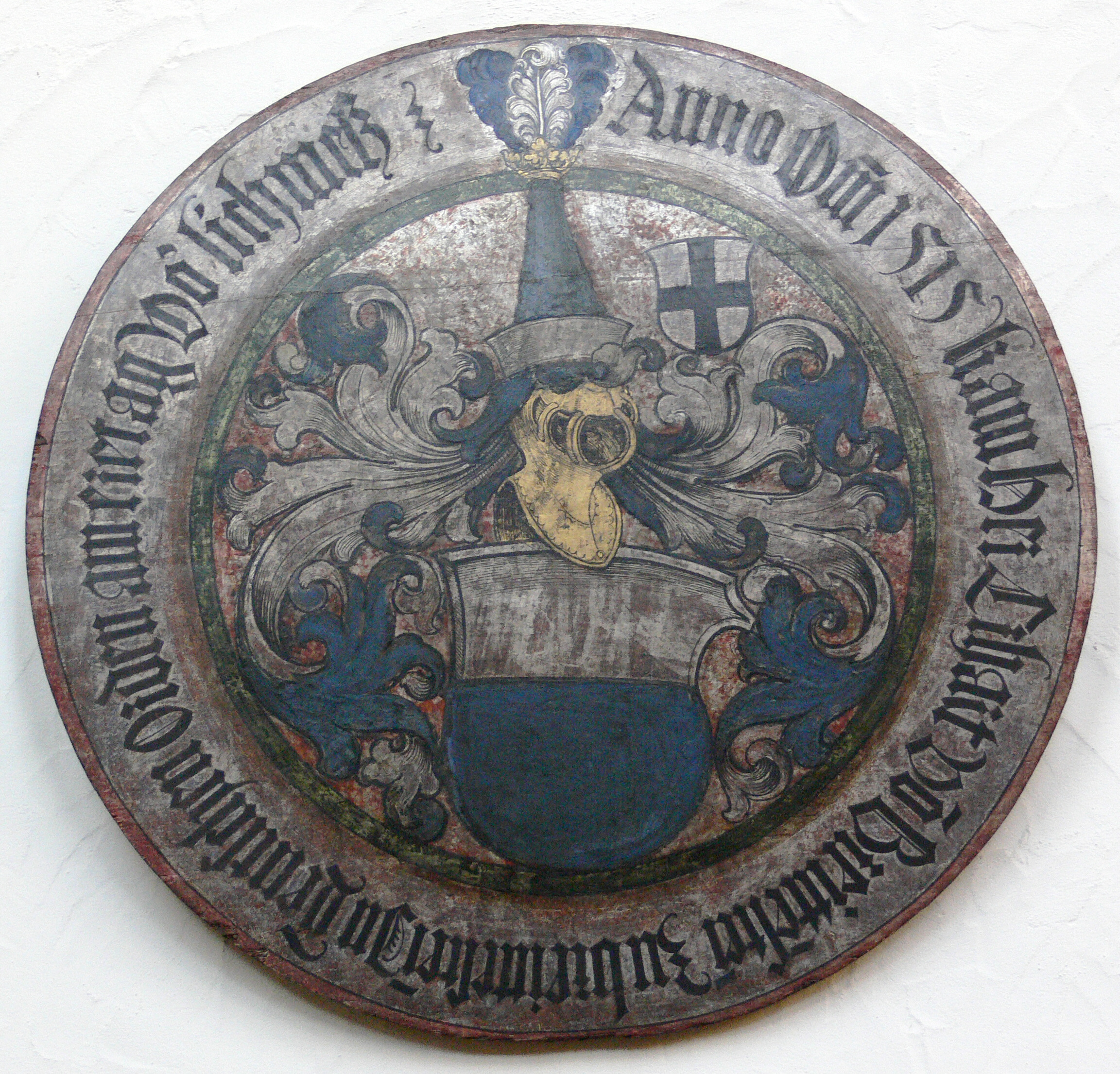
Breitenstein-Wappen auf der Aufschwörungstafel des Deutschordensritters Erhart von Breitenstein (1515), in St. Jakob (Nürnberg)